# Eugerda fragilis
Eugerda fragilis är en kräftdjursart som först beskrevs av Oleg Grigor'evich Kussakin 1965.  Eugerda fragilis ingår i släktet Eugerda och familjen Desmosomatidae. Inga underarter finns listade i Catalogue of Life.